# Nationalförsamlingen (Kosovo)
Kosovos nationalförsamling (albanska: Kuvendi i Kosovës, serbiska: Skupština Kosova) har en kammare, och är den lagstiftande församlingen i Kosovo. Det har 120 platser, och val hålls vart fjärde år.
Parlamentet har 120 platser, varav 100 som väljs genom direkta val. 20 platser är reserverade för minoriteter;
- 10 platser till serberna.
- 4 till romer, ashkalier och egyptier.
- 3 till bosnier
- 2 till turkar
- 1 för goraner.[2]